# Christine Chapel
 (novembre 2024).
Pour les articles homonymes, voir Chapel.
Christine Chapel est un personnage appartenant à l'univers de fiction de Star Trek. Elle est interprétée par l'actrice Majel Barrett dans la série originale (1966 - 1969) et le premier film (1979), puis par Jess Bush dans Star Trek: Strange New Worlds (à partir de 2022). 
Sa première apparition dans la série originale a lieu dans le quatrième épisode, L'Équipage en folie en 1966.

## Biographie
Christine Chapel est l'assistante du docteur McCoy à bord de l'Enterprise commandé par James Kirk.
Biologiste de formation sur Terre, elle s'engage à bord de l'Enterprise uniquement pour retrouver son fiancé le docteur Roger Korby. Elle le retrouve sur la planète Exo III en 2266 mais il meurt rapidement. Christine Chapel décide alors de rester sur le vaisseau.
Par la suite, on apprend qu'elle est tombée amoureuse de Spock (voir Star Trek, la série originale : L'Équipage en folie).
De retour sur Terre, après une mission de cinq ans, elle reprend ses études. Elle doit toutefois les interrompre pour rejoindre l'Enterprise en 2271 en tant que médecin (voir Star Trek, le film). Elle termine sa carrière à Starfleet avec le grade de commandant.